# Juan Beltrán y Pantoja
Juan Beltrán y Pantoja (n. Córdoba, España-m. Cartagena de Indias, Colombia, el 8 de junio de 1690) fue un militar español, gobernador designado de la provincia de Costa Rica, que murió sin haber podido tomar posesión. 
Fue hijo de Andrés Beltrán y Pantoja y Lucía Gutierre Aguilar, naturales de Córdoba. No contrajo matrimonio.
Sirvió como militar en Flandes y llegó a alcanzar el grado de capitán.
El 10 de agosto de 1689 el rey Carlos II lo nombró gobernador de Costa Rica, cargo que había declinado don Vicente Galván y Torrezar. Debido a que el 14 de mayo de 1686 se le había prorrogado el período por cinco años al gobernador Miguel Gómez de Lara y Brocal, al capitán Beltrán y Pantoja se le advirtió que no podía acercarse a menos de cincuenta leguas de Costa Rica hasta que no expirara esa prórroga. Beltrán y Pantoja se trasladó a América a principios de 1690 y se radicó en el Nuevo Reino de Granada (la actual Colombia) a la espera de que se venciera el término, pero enfermó de gravedad antes de que ello ocurriera. Otorgó su testamento en Cartagena de Indias el 8 de junio de 1690 y falleció el mismo día.